# قرش النهر
جلايفس هو جنس في عائلة أسماك الجرجور والمعروف باسم أسماك قروش النهر، هذا الجنس يحتوي على ثلاثة أنواع فقط .وأيضا يمكن ان تظل الأنواع الأخرى غير مكتشفة بسهولة .وذلك بسبب العادات السّرية لإسماك القروش (جلايفس) . نطاقها الجغرافي الدقيق غير مؤكد، لكن وثقت الانواع المعروفة في أجزار من الجنوب وجنوب شرق آسيا وغينيا الجديدة وأستراليا ومن بين الأنواع الثلاثة الموصوفة حاليا، تفتصر أسماك القرش (الغانجية)على المياه العذبة، بينما يوجد أيضا قرش النهر الشمالي وسمك القرش (سبيرتوث ) في المياه البحرية الساحلية. واحيانا ما يطلق على قرش الثور (لوكس القرش الليلي ). لا ينبغي الخلط بين سمك قرش النهر وسمك قرش الغانجيز وبين أسماك القرش النهرية من جنس جلايفس.
الأنواع الجيولوجية (مصادر التحرير)
النوع المتعارف عليه في هذا الجنس هو:
•	جلايفس جينجرّتس (القاضي مولر وهينل عام 1839) (قرش جانجيز)
•	جلايفس قرتسّكي (متطوعي المسيح من لندن ) مسؤول الشريك المحدد الأبيض والأخير عام2008 (قرش النهر الشمالي)
•	جلايفس جلايفس (مولر وهينل عام 1939)(قرش سبيرتوث)
•	جلايفس هاستيلز إيجاسيز عام 1843
هيكل جلايفس اكتشف عن طريق عائلة (نويتلنغ عام 1901).

## معرض صور

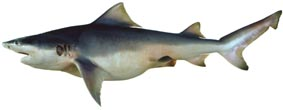
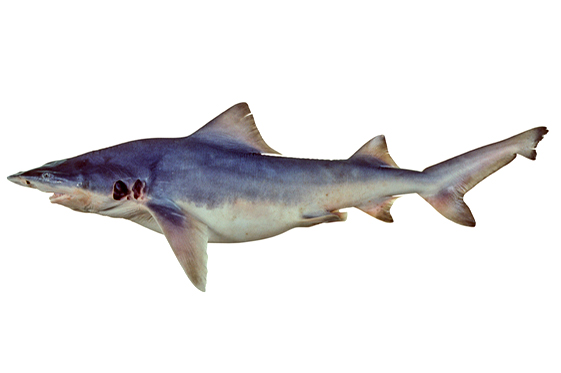
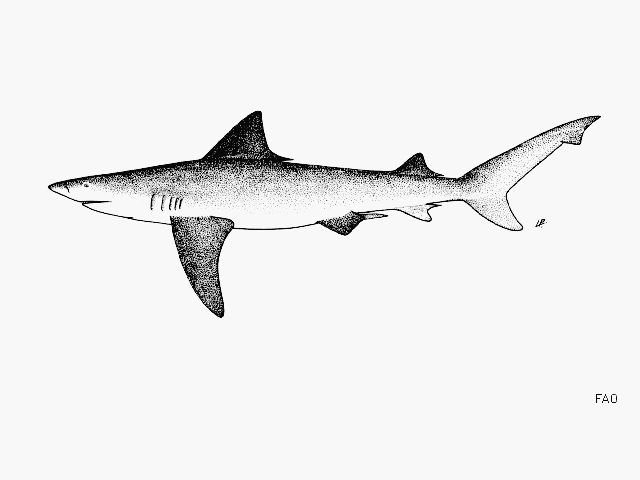